# Natação no Campeonato Mundial de Esportes Aquáticos de 2009 - 50 m peito feminino
A prova dos 50 metros peito feminino da natação no Campeonato Mundial de Esportes Aquáticos de 2009 ocorreu nos dias 1 e 2 de agosto no Stadio del Nuoto em Roma.

## Recordes
Antes desta competição, os recordes mundiais e do campeonato nesta prova eram os seguintes:
| Tipo                  | Atleta         | Tempo | Local     | Data                  | Ref |
| --------------------- | -------------- | ----- | --------- | --------------------- | --- |
|                       | Jade Edmistone | 30,31 | Melbourne | 30 de janeiro de 2006 | ver |
| Recorde do campeonato | Jade Edmistone | 30,45 | Montreal  | 31 de julho de 2005   | ver |

## Medalhistas
| Ouro                 | Prata              | Bronze                |
| Yuliya Efimova (RUS) | Rebecca Soni (USA) | Sarah Katsoulis (AUS) |

## Resultados

### Eliminatórias
Estes são os resultados das eliminatórias:
| Pos. | Atleta                   | Tempo | Bateria | Raia | Notas                 |
| ---- | ------------------------ | ----- | ------- | ---- | --------------------- |
| 1    | RUS Yuliya Efimova       | 30.24 | 12      | 4    | Recorde do campeonato |
| 2    | USA Kasey Carlson        | 30.34 | 10      | 6    |                       |
| 3    | AUS Sarah Katsoulis      | 30.48 | 10      | 5    |                       |
| 4    | NED Moniek Nijhuis       | 30.57 | 12      | 3    |                       |
| 5    | CAN Amanda Reason        | 30.73 | 10      | 4    |                       |
| 6    | GER Kerstin Vogel        | 30.77 | 10      | 7    |                       |
| 7    | USA Rebecca Soni         | 30.82 | 11      | 6    |                       |
| 8    | AUS Tarnee White         | 30.96 | 12      | 5    |                       |
| 9    | CAN Annamay Pierse       | 31.02 | 11      | 5    |                       |
| 10   | FRA Sophie De Ronchi     | 31.06 | 12      | 6    |                       |
| 11   | RUS Valentina Artemyeva  | 31.10 | 11      | 4    |                       |
| 12   | GBR Georgia Holderness   | 31.11 | 7       | 5    |                       |
| 12   | NOR Katharina Stiberg    | 31.11 | 9       | 4    |                       |
| 14   | ITA Roberta Panara       | 31.13 | 12      | 2    |                       |
| 15   | FIN Katja Lehtonen       | 31.14 | 9       | 6    |                       |
| 16   | GBR Lowri Tynan          | 31.15 | 8       | 5    |                       |
| 17   | DEN Rikke Mollerpedersen | 31.23 | 11      | 0    |                       |
| 18   | ESP Concepcion Badillo   | 31.27 | 11      | 7    |                       |
| 19   | BLR Inna Kapishina       | 31.29 | 9       | 7    |                       |
| 20   | KEN Achieng Ajulubushell | 31.30 | 10      | 0    |                       |
| 21   | EST Jane Trepp           | 31.32 | 9       | 2    |                       |
| 21   | AUT Mirna Jukic          | 31.32 | 10      | 8    |                       |
| 21   | GER Caroline Ruhnau      | 31.32 | 12      | 1    |                       |
| 24   | BRA Ana Carla Carvalho   | 31.38 | 12      | 7    |                       |
| 25   | GRE Angeliki Exarchou    | 31.52 | 9       | 5    |                       |
| 26   | KOR Daleun Kim           | 31.55 | 10      | 2    |                       |
| 27   | BRA Tatiane Sakemi       | 31.61 | 11      | 3    |                       |
| 28   | JPN Hitomi Nose          | 31.68 | 10      | 1    |                       |
| 29   | POL Ewa Scieszko         | 31.69 | 8       | 4    |                       |
| 29   | CZE Petra Chocova        | 31.69 | 10      | 9    |                       |

| Ver o restante da classificação | Ver o restante da classificação | Ver o restante da classificação | Ver o restante da classificação | Ver o restante da classificação | Ver o restante da classificação | Ver o restante da classificação |
| Pos.                            | Atleta                          | Tempo                           | Bateria                         | Raia                            | Notas                           |                                 |
| ------------------------------- | ------------------------------- | ------------------------------- | ------------------------------- | ------------------------------- | ------------------------------- | ------------------------------- |
| 31                              | SWE Rebecca Ejdervik            | 31.77                           | 11                              | 8                               |                                 |                                 |
| 32                              | CHN Randi Wang                  | 31.79                           | 11                              | 2                               |                                 |                                 |
| 33                              | KOR Hyejin Kim                  | 31.82                           | 9                               | 1                               |                                 |                                 |
| 34                              | KAZ Yekaterina Sadovnik         | 31.85                           | 7                               | 6                               |                                 |                                 |
| 35                              | CYP Anastasia Christoforou      | 31.87                           | 9                               | 3                               |                                 |                                 |
| 36                              | SWE Joline Hostman              | 31.88                           | 12                              | 9                               |                                 |                                 |
| 37                              | ISR Yuliya Banach               | 31.98                           | 9                               | 8                               |                                 |                                 |
| 37                              | ITA Martina Carraro             | 31.98                           | 11                              | 1                               |                                 |                                 |
| 39                              | POR Ana Marisa Brito            | 32.00                           | 11                              | 9                               |                                 |                                 |
| 40                              | BEL Elise Matthysen             | 32.12                           | 8                               | 6                               |                                 |                                 |
| 41                              | POR Joana Carvalho              | 32.24                           | 12                              | 0                               |                                 |                                 |
| 42                              | LTU Urte Kazakeviciute          | 32.37                           | 7                               | 7                               |                                 |                                 |
| 43                              | ISR Doaa Reda Masarwa           | 32.46                           | 8                               | 8                               |                                 |                                 |
| 44                              | LTU Raminta Dvariskyte          | 32.53                           | 7                               | 2                               |                                 |                                 |
| 45                              | SLO Tanja Smid                  | 32.55                           | 8                               | 0                               |                                 |                                 |
| 46                              | TUN Sarra Lajnef                | 32.68                           | 7                               | 4                               |                                 |                                 |
| 47                              | ISL Hrafnhildur Luthersdottir   | 32.71                           | 8                               | 3                               |                                 |                                 |
| 48                              | BAH Alicia Lightbourne          | 32.84                           | 6                               | 7                               |                                 |                                 |
| 49                              | UKR Anna Khlistunova            | 32.87                           | 7                               | 1                               |                                 |                                 |
| 50                              | SIN Ru'En Roanne Ho             | 32.93                           | 9                               | 9                               |                                 |                                 |
| 51                              | VEN Daniela Victoria            | 32.95                           | 8                               | 1                               |                                 |                                 |
| 52                              | CZE Martina Dankova             | 32.97                           | 7                               | 0                               |                                 |                                 |
| 53                              | MAC On Kei Lei                  | 33.34                           | 6                               | 5                               |                                 |                                 |
| 54                              | POL Agnieszka Ostrowska         | 33.36                           | 7                               | 8                               |                                 |                                 |
| 55                              | MDA Veronica Vdovicenco         | 33.46                           | 8                               | 7                               |                                 |                                 |
| 56                              | NAM Jonay Briedenhann           | 33.50                           | 6                               | 8                               |                                 |                                 |
| 57                              | TRI Kimba Collymore             | 33.61                           | 6                               | 4                               |                                 |                                 |
| 58                              | ZIM Maxine Heard                | 33.70                           | 5                               | 5                               |                                 |                                 |
| 59                              | COL Carolina Colorado Henao     | 33.93                           | 7                               | 9                               |                                 |                                 |
| 59                              | TUR Dilara Buse Gunaydin        | 33.93                           | 8                               | 9                               |                                 |                                 |
| 61                              | LCA Danielle Beaubrun           | 33.95                           | 6                               | 2                               |                                 |                                 |
| 62                              | NAM Daniela Lindemeier          | 34.12                           | 5                               | 4                               |                                 |                                 |
| 63                              | TRI Cherelle Thompson           | 34.87                           | 6                               | 6                               |                                 |                                 |
| 64                              | DOM Maria Zenoni                | 34.93                           | 5                               | 1                               |                                 |                                 |
| 65                              | NGR Labake Anthonia Oriretan    | 34.95                           | 5                               | 8                               |                                 |                                 |
| 66                              | MOZ Monica Bernardo             | 35.07                           | 4                               | 5                               |                                 |                                 |
| 67                              | NGR Racheal Tonjor              | 35.15                           | 5                               | 0                               |                                 |                                 |
| 68                              | SIN Xin Jing Cheryl Lim         | 35.20                           | 6                               | 9                               |                                 |                                 |
| 69                              | BIH Selma Atic                  | 35.72                           | 6                               | 1                               |                                 |                                 |
| 70                              | LIB Nibal Yamout                | 35.74                           | 6                               | 3                               |                                 |                                 |
| 71                              | MLT Melinda Sue Micallef        | 35.77                           | 5                               | 3                               |                                 |                                 |
| 72                              | AHO Nilshaira Isenia            | 35.87                           | 6                               | 0                               |                                 |                                 |
| 73                              | BRU Amanda Jia Xin Liew         | 35.90                           | 4                               | 7                               |                                 |                                 |
| 74                              | GUA Karla Toscano               | 36.35                           | 5                               | 2                               |                                 |                                 |
| 75                              | HON Karen Vilorio               | 36.55                           | 5                               | 7                               |                                 |                                 |
| 76                              | BAN Doli Akhter                 | 36.62                           | 4                               | 3                               |                                 |                                 |
| 77                              | HON Ana Euceda Gutierrez        | 36.74                           | 4                               | 2                               |                                 |                                 |
| 78                              | MGL Gantumur Oyungerel          | 37.00                           | 3                               | 7                               |                                 |                                 |
| 79                              | MAD Stephanie Rasoamanana       | 37.17                           | 5                               | 6                               |                                 |                                 |
| 80                              | MHL Clarissa Brady              | 37.29                           | 4                               | 6                               |                                 |                                 |
| 81                              | MOZ Jessika Cossa               | 37.81                           | 3                               | 5                               |                                 |                                 |
| 82                              | LIB Mirella Alam                | 37.88                           | 5                               | 9                               |                                 |                                 |
| 83                              | ALB Tea Pikuli                  | 37.94                           | 4                               | 0                               |                                 |                                 |
| 84                              | ALB Debora Keci                 | 38.24                           | 4                               | 4                               |                                 |                                 |
| 85                              | UGA Jamila Lunkuse              | 38.90                           | 3                               | 2                               |                                 |                                 |
| 86                              | TAN Mariam Foum                 | 39.07                           | 2                               | 0                               |                                 |                                 |
| 87                              | FIJ Adele Rova                  | 39.09                           | 3                               | 3                               |                                 |                                 |
| 88                              | FSM Rayleen David               | 39.42                           | 2                               | 5                               |                                 |                                 |
| 89                              | ZAM Jade Ashleigh Howard        | 39.51                           | 3                               | 4                               |                                 |                                 |
| 90                              | GUY Noelle Anyika Smith         | 40.39                           | 3                               | 0                               |                                 |                                 |
| 91                              | PLE Sabine Hazboun              | 40.61                           | 4                               | 9                               |                                 |                                 |
| 92                              | ZAM Danielle Bernadine Findlay  | 40.65                           | 3                               | 6                               |                                 |                                 |
| 93                              | IND Murugaperumal Venpa         | 40.67                           | 4                               | 1                               |                                 |                                 |
| 94                              | MHL Julia Alves                 | 41.08                           | 2                               | 3                               |                                 |                                 |
| 95                              | FSM Debra Daniel                | 41.43                           | 2                               | 4                               |                                 |                                 |
| 96                              | BRU Mohamad Husain              | 41.65                           | 3                               | 8                               |                                 |                                 |
| 97                              | PAK Aelia Mehdi                 | 41.81                           | 3                               | 9                               |                                 |                                 |
| 98                              | PLW Maria Gibbons               | 41.85                           | 2                               | 6                               |                                 |                                 |
| 99                              | PAK Aqsa Tariq                  | 42.55                           | 3                               | 1                               |                                 |                                 |
| 100                             | BEN Angele Gbenou Mahutin       | 43.26                           | 1                               | 6                               |                                 |                                 |
| 101                             | BUR Angelika Sita Ouedraogo     | 44.71                           | 1                               | 5                               |                                 |                                 |
| 102                             | MLI Aicha Oumar Coulibaly       | 46.12                           | 2                               | 1                               |                                 |                                 |
| 103                             | TJK Svetlana Dogadkina          | 46.51                           | 7                               | 3                               |                                 |                                 |
| 104                             | MDV Ismail Aminath Inas         | 46.91                           | 2                               | 2                               |                                 |                                 |
| 105                             | MLI Awa Keita                   | 47.48                           | 1                               | 4                               |                                 |                                 |
| 106                             | TAN Catherine Decker            | 48.23                           | 2                               | 8                               |                                 |                                 |
| 107                             | PLW Antja Flowers               | 48.25                           | 2                               | 7                               |                                 |                                 |

### Semifinal
Estes são os resultados das semifinais:
| Pos. | Atleta                  | Bateria | Raia | Tempo | Notas |
| ---- | ----------------------- | ------- | ---- | ----- | ----- |
| 1    | AUS Sarah Katsoulis     | 2       | 5    | 30.33 |       |
| 2    | NED Moniek Nijhuis      | 1       | 5    | 30.38 |       |
| 3    | RUS Yuliya Efimova      | 2       | 4    | 30.40 |       |
| 4    | CAN Amanda Reason       | 2       | 3    | 30.42 |       |
| 5    | USA Kasey Carlson       | 1       | 4    | 30.46 |       |
| 6    | USA Rebecca Soni        | 2       | 6    | 30.56 |       |
| 7    | AUS Tarnee White        | 1       | 6    | 30.80 |       |
| 8    | RUS Valentina Artemyeva | 2       | 7    | 30.92 |       |
| 8    | CAN Annamay Pierse      | 2       | 2    | 30.92 |       |
| 10   | GBR Lowri Tynan         | 1       | 8    | 31.03 |       |
| 11   | GER Kerstin Vogel       | 1       | 3    | 31.04 |       |
| 12   | NOR Katharina Stiberg   | 2       | 1    | 31.09 |       |
| 13   | FRA Sophie De Ronchi    | 1       | 2    | 31.12 |       |
| 14   | ITA Roberta Panara      | 1       | 1    | 31.16 |       |
| 15   | GBR Georgia Holderness  | 1       | 7    | 31.25 |       |
| 16   | FIN Katja Lehtonen      | 2       | 8    | 31.37 |       |

#### Desempate
As duas atletas empatadas em oitavo lugar voltaram à piscina para decidir a última vaga na final.
| Pos. | Atleta                  | Tempo |
| ---- | ----------------------- | ----- |
| 1    | CAN Annamay Pierse      | 30.98 |
| 2    | RUS Valentina Artemyeva | 30.99 |

### Final
Estes são os resultados da final:
| Pos.              | Atleta              | Raia | Tempo | Notas           |
| ----------------- | ------------------- | ---- | ----- | --------------- |
| Medalha de ouro   | RUS Yuliya Efimova  | 3    | 30.09 | Recorde mundial |
| Medalha de prata  | USA Rebecca Soni    | 7    | 30.11 |                 |
| Medalha de bronze | AUS Sarah Katsoulis | 4    | 30.16 |                 |
| 4                 | NED Moniek Nijhuis  | 5    | 30.46 |                 |
| 5                 | CAN Annamay Pierse  | 8    | 30.53 |                 |
| 6                 | USA Kasey Carlson   | 2    | 30.65 |                 |
| 7                 | CAN Amanda Reason   | 6    | 30.67 |                 |
| 8                 | AUS Tarnee White    | 1    | 30.91 |                 |

## Novos recordes
| Tipo                  | Atleta         | Tempo | Local | Data                | Ref |
| --------------------- | -------------- | ----- | ----- | ------------------- | --- |
|                       | Yuliya Efimova | 30.09 | Roma  | 2 de agosto de 2009 | ver |
| Recorde do campeonato | Yuliya Efimova | 30.09 | Roma  | 2 de agosto de 2009 | ver |

Legenda
| Recorde mundial       | Recorde mundial (World record)               |                       | Recorde africano                      | Recorde africano (African) |                                           | Q | Classificado por posição (Qualified) |
| Recorde do campeonato | Recorde do campeonato (Championship record)  | Recorde da América    | Recorde da América (Americas)         | q                          | Classificado por melhor tempo (Qualified) |   |                                      |
| Melhor marca do ano   | Melhor marca do ano (World leading)          | Recorde asiático      | Recorde asiático (Asian)              | DNS                        | Não largou (Did not start)                |   |                                      |
| Recorde nacional      | Recorde nacional (National record)           | Recorde europeu       | Recorde europeu (European)            | DNF                        | Não terminou (Did not finish)             |   |                                      |
| Recorde pessoal       | Recorde pessoal do atleta (Personal best)    | Recorde da Oceania    | Recorde da Oceania (Oceania)          | DSQ / DQ                   | Desclassificado (Disqualified)            |   |                                      |
| Recorde da temporada  | Recorde da temporada do atleta (Season best) | Recorde sul-americano | Recorde sul-americano (South America) | NM                         | Sem marca (No mark)                       |   |                                      |